# SIS Building
Vous lisez un « bon article » labellisé en 2018.
Le SIS Building, aussi connu sous le nom de MI6 Building, est le quartier général du Secret Intelligence Service (SIS), le service secret britannique destiné aux renseignements, aussi nommé MI6 (Military Intelligence, section 6). Le bâtiment est situé dans le sud-ouest de Londres, sur la rive droite de la Tamise, après le Vauxhall Bridge.
Entre 1909, lors de la création du SIS, et 1964, le siège du MI6 connaît de nombreux déplacements pour diverses raisons, notamment des problèmes de sûreté. En 1988, le Gouvernement du Royaume-Uni décide de construire un bâtiment considérablement sécurisé. Son concepteur, l'architecte Terry Farrell, opte pour un style postmoderne qui reçoit des critiques divisées.
Le bâtiment est officiellement inauguré par la reine Élisabeth II en 1994. Par la suite, il est visité par plusieurs membres de la famille royale britannique. Le SIS Building est célèbre pour ses apparitions dans plusieurs films de James Bond, dont GoldenEye, Le monde ne suffit pas, Meurs un autre jour, Skyfall et 007 Spectre.

## Histoire

### Contexte
Depuis le début du XXe siècle, le Secret Intelligence Service a occupé plusieurs emplacements, tous situés à Londres. Le premier siège, occupé uniquement en 1909, était situé au 64 Victoria Street. Mansfield Smith-Cumming, le premier directeur du Service, travaille pendant de longues heures et la plupart de ses week-ends afin de trouver un logement qui combine à la fois un bureau et des logements. Son choix se porte alors sur l'immeuble d'Ashley Mansions entre 1909 et 1911. Le troisième emplacement, situé au Flat 54, 2 Whitehall Court, apporte plusieurs avantages. Il permet, notamment, une plus grande proximité avec le bureau de la Guerre et le bureau des Affaires étrangères et du Commonwealth ainsi que plus de place pour le Service qui est alors en expansion. Il en reste le siège jusqu'à la fin de la Première Guerre mondiale.
Cependant, en 1919, à la suite de problèmes de sécurité et des réductions de budget et du personnel, le siège déménage au 1 Melbury Road. Cumming y meurt en juin 1923. En 1926, le Service est plus proche du siège du Gouvernement, ce qui entraîne une nouvelle délocalisation au 54 Broadway. Le SIS reste à Broadway pendant près de quarante ans, jusqu'en 1964, où il déménage au Century House, un immeuble de bureaux de vingt-deux étages situé sur Westminster Bridge Road (en), Lambeth, près de la gare de Waterloo. L'emplacement du siège est une information classée secrète, bien que le quotidien britannique The Daily Telegraph indique que c'est « le secret le moins bien gardé de Londres, connu seulement de chaque chauffeur de taxi, guide touristique et agent du KGB »,.
Le Century House est décrit comme « irrémédiablement insécurisé » dans un rapport du National Audit Office, un organisme indépendant britannique, de 1985,. Ce rapport explique, notamment, que le bâtiment est en grande partie en verre, qu'il avait une station d'essence à sa base, de nombreux endroits cachés et une rampe d'accès aisément accessible à son sous-sol. Les préoccupations liées à la sécurité, combinées à la fin du contrat de location et au coût de la modernisation du bâtiment, sont des facteurs importants dans la décision de déménager dans un nouveau bâtiment.

### Conception et construction
Le site sur lequel se dresse le bâtiment du Secret Intelligence Service est l'emplacement des jardins du Plaisir de Vauxhall au XIXe siècle. Plusieurs bâtiments industriels sont ensuite construits sur le site après la démolition des jardins dans les années 1850, dont plusieurs usines destinées à la fabrication de verre, vinaigre et à la distillerie de gin. Durant la construction du SIS Building, des fouilles archéologiques du site montrent des restes de fours en verre, de maisons flottantes et une auberge nommée The Vine du XVIIe siècle. Des restes d'un mur d'inondation sont également trouvés. En 1983, le site est acheté par les promoteurs immobiliers de la société Regalian Properties. Un concours afin de développer le site est gagné par l'architecte Terry Farrell, avec la proposition initiale de construire un village urbain. Peu à peu, le développement du site change pour un immeuble de bureaux avec une agence gouvernementale comme occupant. En 1987, Regalian Properties approche le gouvernement du Royaume-Uni afin d'évaluer l'intérêt de ce dernier pour le bâtiment proposé.

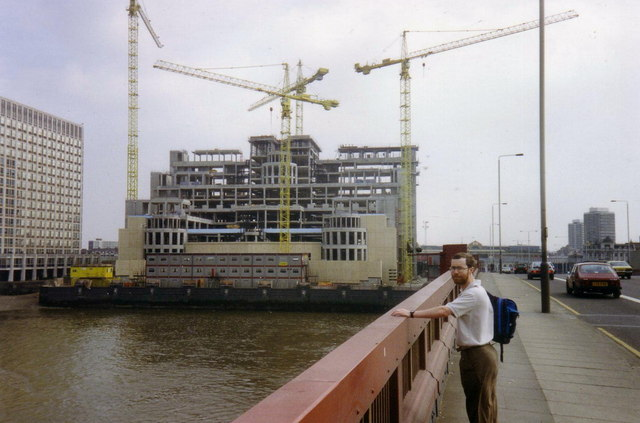
Le SIS Building lors de sa construction en 1991.

Un an plus tard, le Premier ministre du Royaume-Uni Margaret Thatcher approuve l'achat du bâtiment pour le SIS. En 1989, le bâtiment est vendu pour 130 millions de livres sterling. Le coût final est estimé à 152,5 millions, dont 135 millions pour le site et le bâtiment et 17,5 millions requis spécifiquement pour les besoins du Secret Intelligence Service. Ce coût suscite de vives critiques de la part des députés du Parlement du Royaume-Uni. Un tunnel, selon une rumeur, relie le bâtiment à la rue de Whitehall,. La construction est prévue par John Laing pour durer trois ans. La conception du bâtiment par Farrell est influencée par l'architecture moderne des centrales électriques de Battersea et Bankside ainsi que des temples religieux maya et aztèque. Farrell veut un bâtiment imposant qui rappelle à la population la puissance du Royaume-Uni. Vingt-cinq types de verre différents sont utilisés pour le bâtiment, dont 12 000 m2 de verre et d'aluminium utilisés dans sa construction. Pour des raisons de sécurité, les fenêtres du bâtiment sont en triple vitrage.
En raison de la nature sensible du travail du SIS, de grandes parties du bâtiment se trouvent en dessous du niveau de la rue. Les installations pour le personnel comprennent une salle de sport, un gymnase, une salle de squash et de basket-ball et un restaurant,.
Les détails de l'intérieur du bâtiment sont protégés par l'Official Secrets Act (en), une loi du Parlement du Royaume-Uni que chaque membre du personnel doit signer et respecter. Un ancien espion du SIS, Richard Tomlinson, confirme qu'il serait poursuivi par la justice s'il disait ce qu'il y a dans le bâtiment. Afin de minimiser les effets d'une possible attaque à la bombe ou au missile, les murs extérieurs et les fenêtres du bâtiment sont modifiés. Le bâtiment est également protégé par deux douves. La construction du bâtiment se termine finalement en avril 1994. Il est officiellement ouvert par la reine Élisabeth II accompagnée du prince Philip Mountbatten, duc d'Édimbourg, en juillet de la même année,.

### Histoire récente
En septembre 2000, un groupe, jamais appréhendé, attaque le bâtiment du SIS au lance-roquettes antichar RPG-22 de fabrication russe. L'attaque ne cause cependant que des dégâts superficiels, dont une fenêtre cassée du huitième étage sur le côté sud du bâtiment. La Metropolitan Police récupère ensuite le lance-roquettes, abandonné, au parc de Spring Gardens, ainsi que des restes de la fusée. Les républicains irlandais dissidents sont alors soupçonnés d'être les auteurs de l'attaque. Finalement, après une enquête, les autorités découvrent qu'il s'agit d'un acte de l'Armée républicaine irlandaise véritable. Le 1er juin 2007, le bâtiment et son enceinte sont désignés comme un site protégé,. Toute intrusion non autorisée sur le site et son bâtiment est alors considérée comme une infraction passible d'une peine d'emprisonnement.
En février 2006, la reine Élisabeth II visite le bâtiment pour la deuxième fois. Le prince Charles de Galles, fils aîné de la reine, fait de même en juillet 2008. En août 2010, deux hommes du pays de Galles sont arrêtés après la découverte d'un colis piégé dans le centre de traitement postal du SIS. En 2012, lors du jubilé de diamant d'Élisabeth II, un événement qui marque les soixante années de règne de la reine, l'orchestre philharmonique de Londres interprète l'indicatif musical James Bond Theme en passant devant le bâtiment. Le 16 janvier 2013, le SIS Building est brièvement mis en état d'alerte après l'écrasement d'un hélicoptère dans Vauxhall en raison des craintes d'une attaque terroriste. Cinq mois après, le prince Henry de Galles visite le bâtiment et reçoit un briefing sur les opérations du SIS par le personnel. Le 23 octobre 2013, le bâtiment est éclairé par des lumières roses afin de sensibiliser le public au cancer du sein,.

## Impact culturel

### Critique architecturale

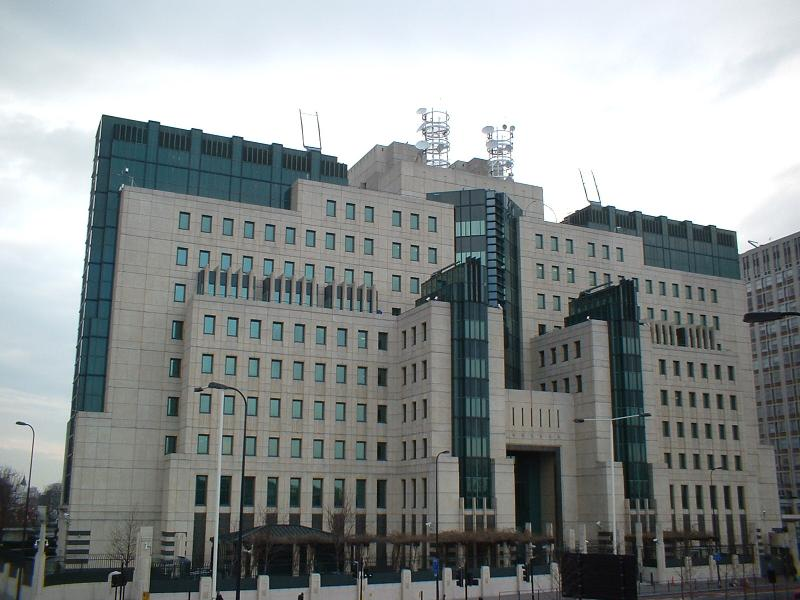
La face arrière du SIS Building.

En 1992, le journaliste Deyan Sudjic du Guardian critique positivement le bâtiment du Secret Intelligence Service et le décrit comme une « épitaphe pour l'architecture des années quatre-vingts »,. Il ajoute que la chose la plus impressionnante à propos de la conception du bâtiment, par Terry Farrell, est la façon dont l'architecte ne s'est pas « limité à une seule idée » car le bâtiment « grandit et se développe au fur et à mesure que l'on se déplace »,. Kenneth Allinson et Victoria Thornton, auteurs du livre A Guide to London's Contemporary Architecture, publié pour la première fois en 1994, écrivent que « certains voient cet édifice comme le bâtiment le plus contrôlé et le plus mûr de Farrell »,. Cependant, ils notent que le bâtiment est « indubitablement trop Gotham City au goût de beaucoup »,.
En 2000, la chaîne de télévision BBC News compare l'architecture du bâtiment à « une forteresse des temps modernes »,. En 2017, Feargus O'Sullivan, du site web CityLab consacré à l'urbanisme, qualifie négativement le bâtiment de « Ceaușescu Towers », se référant à l'architecture surdimensionnée des bâtiments de la république socialiste de Roumanie. Il ridiculise également les derniers bâtiments construits dans le même quartier et les qualifie de « Dubaï-on-Thames ».
En raison de son architecture en forme de briques Lego, certains Londoniens ont surnommé le bâtiment « Legoland »,.

### Films de James Bond
Le SIS Building figure à plusieurs reprises dans des films de James Bond, également en tant que quartier général du MI6. Le bâtiment est brièvement présenté pour la première fois dans GoldenEye, sorti en 1995. Il réapparaît plus longuement, quatre ans après, dans Le monde ne suffit pas. Le Secret Intelligence Service autorise alors l'équipe de production à filmer le bâtiment, pour la première fois, dans la séquence pré-générique du film. Lors de la production de ce dernier, le quotidien The Daily Telegraph révèle que le gouvernement du Royaume-Uni est contre l'idée de filmer le bâtiment. Cependant, le bureau des Affaires étrangères et du Commonwealth affirme qu'il s'agit d'une fausse information. Une scène du film, où une explosion cause un grand trou sur un côté du bâtiment, a été filmée en utilisant une maquette de quinze mètres de haut construite aux Pinewood Studios,.
En 2002, le SIS Building réapparaît dans Meurs un autre jour. Dix ans plus tard, dans Skyfall, le bâtiment subit une explosion, ce qui force son personnel à se diriger vers une installation souterraine secrète. Une projection spéciale du film s'est déroulée au SIS Building pour le personnel du MI6. Dans sa suite, 007 Spectre, sorti trois ans plus tard, le bâtiment est désormais tombé en ruines, avant d'être détruit dans la scène finale.